# Vilhelm Ludvig Birch
Vilhelm Ludvig Birch (25. august 1817 i Slagelse – 26. februar 1871 på St. Thomas) var en dansk guvernør over Dansk Vestindien og bror til rektor Frederik Christian Carl Birch.
Birch blev 1835 student fra sin fødeby, 1841 juridisk kandidat, var derefter en kort tid volontær i det danske kancelli, indtil han 1844 fik tilladelse til at procedere på prøve ved den vestindiske landsoverret, blev 1845 garnisonsauditør og Advocatus regius på St. Thomas, 1847 tillige overretsprokurator i Vestindien, 1851 guvernementssekretær sammesteds, 1860 konstitueret guvernør, 1861 fast ansat som sådan, 1866 kommandør af Dannebrogs 1. Grad. Både som guvernementssekretær og senere som guvernør lagde han en høj grad af energi og dygtighed for dagen, og han havde en betydelig andel i tilblivelsen af kolonialloven af 1863 og senere i dens gennemførelse.
| Efterfulgte: Johan Frederik Schlegel | Guvernør over Dansk Vestindien 1861 - 1871 | Efterfulgtes af: John Christmas |